# Орикола
Орикола (итал. Oricola) је насеље у Италији у округу Л'Аквила, региону Абруцо.
Према процени из 2011. у насељу је живело 417 становника. Насеље се налази на надморској висини од 801 м.

## Партнерски градови
- Massieux